# Rafales de Québec
Die Rafales de Québec waren ein kanadisches Eishockeyfranchise der International Hockey League aus Québec. Die Spielstätte der Rafales war das Colisée de Québec. 

## Geschichte
Die Atlanta Knights wurden 1996 aus Atlanta, Georgia, in die Stadt Québec umgesiedelt und in Rafales de Québec umbenannt, aufgrund des bevorstehenden Abrisses des Omni Coliseums und der Gründung des NHL-Teams der Atlanta Thrashers. In Quebec füllten sie die Lücke, die die Umsiedlung der Québec Nordiques nach Colorado ein Jahr zuvor, verursacht hatte. Die Rafales erreichten in ihrer ersten Spielzeit auf Anhieb die Playoffs um den Turner Cup, schieden jedoch bereits in der zweiten Runde aus. In der Saison 1997/98 verpassten sie diese und mussten nach nur zwei Jahren aufgrund von finanziellen Problemen den Spielbetrieb in der IHL einstellen.

## Saisonstatistik
Abkürzungen: GP = Spiele, W = Siege, L = Niederlagen, T = Unentschieden, OTL = Niederlagen nach Overtime SOL = Niederlagen nach Shootout, Pts = Punkte, GF = Erzielte Tore, GA = Gegentore, PIM = Strafminuten
| Saison  | GP | W  | L  | T | OTL | SOL | Pts | GF  | GA  | Platz          | Playoffs                        |
| 1996–97 | 82 | 41 | 30 | — | 11  | —   | 93  | 267 | 248 | 4., North      | Niederlage in der zweiten Runde |
| 1997–98 | 82 | 27 | 48 | — | 7   | —   | 61  | 211 | 292 | 4., North-East | nicht qualifiziert              |

## Team-Rekorde

### Karriererekorde
Spiele: 147  Steve Larouche
Tore: 72  Steve Larouche
Assists: 97  Steve Larouche
Punkte: 169  Steve Larouche
Strafminuten: 388  Serge Roberge

## Bekannte Spieler
- Jesse Bélanger
- Francis Bouillon
- Gaétan Duchesne
- Glen Metropolit
- Éric Perrin
- Bob Sweeney